# Георгиу, Костас
Костас Георгиу (греч. Κώστας Γιώργιου, англ. Costas Giorgiou; 21 декабря 1951, Кипр — 10 июля 1976, Луанда, он же Полковник Каллэн, Colonel Callan) — британский военачальник греко-кипрского происхождения, капрал парашютно-десантного полка. Наёмный участник гражданской войны в Анголе на стороне ФНЛА. Командовал подразделением наёмников, активно участвовал в боях. Расстрелял группу своих подчинённых за попытку дезертирства. Был взят в плен правительственными войсками МПЛА, обвинялся в наёмничестве, убийствах и применении пыток. Разыскивался также британской полицией. На процессе наёмников в Луанде не выражал раскаяния. Казнён по приговору ангольского суда.

## Служба, криминал, вербовка
Родился на Кипре в семье греческого происхождения. В тот период остров являлся протекторатом Великобритании. Через несколько лет после провозглашения независимости Республики Кипр, в 1963, семья Георгиу перебралась в Лондон.
В 1969 Костас Георгиу поступил на военную службу в 1-й парашютный батальон. Участвовал в подавлении беспорядков в Северной Ирландии. Дослужился до звания капрала. Отмечался командованием как отличный стрелок, рассматривался как будущий офицер. В то же время Георгиу был известен жестокостью и склонностью провоцировать насилие.
Находясь на военной службе, Костас Георгиу был арестован за ограбление почтового отделения, совершённое 18 февраля 1972. (удалось похитить 93 фунта стерлингов на двоих). Приговорён к 5 годам тюремного заключения, но досрочно освобождён в 1975. После увольнения из армии работал строителем неполный день за низкий заработок.
В 1975 году Георгиу оказался в поле зрения вербовщика Дональда Белфорда — военного медика, участника войны за независимость Анголы, личного представителя Холдена Роберто в Великобритании. Белфорд подчёркивал, что именно в таких людях, как Георгиу, особенно нуждается Роберто. Георгиу принял предложение вступить в вооружённые формирования ФНЛА для участия в ангольской гражданской войне. Взял псевдоним «полковник Тони Каллэн» (Colonel Tony Callan), хотя не успел получить ни офицерского звания, ни командного опыта.

## Участие в ангольской войне

### Комплектование отряда
В середине декабря 1975 Костас Георгиу через Киншасу добрался до территории северной Анголы, контролируемой ФНЛА. Находился сначала в Негаже, затем в Кармоне, где располагалась политическая столица ФНЛА. Встретился там с Холденом Роберто. Между ними состоялась беседа, по результатам которой «полковник Каллэн» принял командование группой боевиков ЭЛНА — армия ФНЛА — и европейских наёмников. Его отряд действовал в провинциях Уиже и Заире.
Ближайшими помощниками Георгиу-Каллэна являлись давние друзья и сослуживцы по парашютно-десантному батальону — Ник Холл, Майкл Уайнхауз и Чарли Христодолу. С Холлом «полковника Каллэна» связывали совместные расправы с североирландскими демонстрантами; Уайнхауз был его напарником по ограблению; Христодолу по прозвищу «Чарли-Дробовик», греко-киприот и двоюродный брат гражданской жены Георгиу, считался его лучшим другом.
База наёмного формирования расположилась в Сан-Сальвадор-ду-Конго (оплот ФНЛА, родной город Холдена Роберто). Ник Холл в звании майора ЭЛНА с крупной суммой денег отбыл обратно в Лондон продолжать вербовку. Уайнхауз и Христодолу в звании капитанов помогали полковнику Георгиу формировать боевую часть. Вскоре майор Холл вернулся с пополнением. Шестимесячный контракт оплачивался в размере 300 долларов в неделю. На такие условия согласились до сотни человек. Регулярную вербовку в Великобритании продолжал партнёр Дональда Белфорда бывший десантник Джон Бэнкс.

### Боевые действия
Отряд «полковника Каллэна» активно участвовал декабрьско-январских боях 1975/1976 годов. Эта часть являлась самым боеспособным формированием ФНЛА. Наёмники устраивали эффективные засады, наносили тяжёлые потери правительственным войскам МПЛА (ФАПЛА) и кубинскому экспедиционному корпусу. Удалось уничтожить несколько советских танков и боевых платформ, убить несколько десятков правительственных солдат и кубинцев.
Особенно успешно действовала мобильная спецгруппа из пяти человек (Killer Group), в которую входили Эндрю Маккензи, Малькольм Макинтайр, Кевин Маршан, Майкл Уайсман и Колин Эванс — под непосредственным руководством Костаса Георгиу. Потери подразделения при этом исчислялись единицами. Холден Роберто присвоил Костасу Георгиу высокое командное звание.

Редко увидишь такого солдата, как Каллэн. Человек феноменального мужества.— Холден Роберто
Но несмотря на тактические боевые успехи, малочисленность и отсутствие тяжёлого вооружения не позволяло подразделению Каллэна остановить массированное наступление противника. Его действия сводились к контратакам в порядке наступательной обороны.
Успешные бои были проведены 24 января и 31 января 1976 года. Георгиу и его бойцы вновь нанесли серьёзный урон правительственным и кубинским войскам.

### Дисциплинарные расправы
Георгиу неоднократно совершал убийства гражданских лиц — не только членов и сторонников МПЛА, но и обычных крестьян, отказывающихся давать затребованную наёмниками информацию (среди убитых были женщины). По его приказу совершались также расстрелы боевиков ФНЛА за нарушения дисциплины. Ближе к концу его жертвами стали и подчинённые европейские наёмники.
Первый состав отряда Георгиу был укомплектован по большей части близкими ему выходцами из стран Южной Европы, преимущественно португальцами и греками, имевшими военный опыт, а также британскими парашютистами. Такими кадрами ему удавалось эффективно руководить. Но в дальнейшем прибыли пополнения из английских и американских безработных, никогда не служивших в армии. Они соглашались выполнять функции водителей или фельдшеров, но не бойцов на передовой. Отношения ухудшились и обострились.
В раздражении и озлобленности «полковник Каллэн» грозил расстрелять вербовщика Бэнкса за присылку непригодных кадров. Ещё хуже складывалось с ангольцами-баконго, мобилизованными в принудительном порядке, зачастую не знавшими ни одного европейского языка и не желавшими рисковать жизнью в боях. В отряде ослабла дисциплина, возникла склонность к дезертирству и невыполнению приказов. Отсутствие у Георгиу офицерского опыта сильно усложняло положение.
В этих обстоятельствах в полной мере проявились такие черты характера Георгиу, как жестокость и агрессивность. Исправить положение он пытался угрозами, унизительными наказаниями и избиениями подчинённых. Знавшие Георгиу люди отзывались о нём как о человеке «психопатической жестокости».

### Расстрел в Макела-ду-Зомбу
К концу января 1976 года стал очевиден разгром ФНЛА. Разрозненные и малочисленные войска Роберто были рассеяны вдоль анголо-заирской границы. Против наёмников были брошены значительные силы ФАПЛА и кубинцев. Скрываясь в джунглях, бойцы Георгиу проводили время в поисках укрытия, продовольствия и боеприпасов. В перестрелке с кубинцами под Дамбой 1 февраля Георгиу был ранен, после чего несколько дней скрывался среди жителей одной из деревень баконго. Среди наёмников, не имевших военного опыта поднялась паника. Начались попытки дезертирства, захвата транспорта для отступления в Заир. Для восстановления дисциплины «полковник Каллэн» организовал в отряде «военный трибунал», под суд которого были отданы 24 человека.
Заседание трибунала состоялось в день боестолкновения — 1 февраля 1976 в районе Макела-ду-Зомбу (провинция Уиже). 11 человек получили от Георгиу помилование, но 13 (по другим данным — 10 или 14) были расстреляны. Главным исполнителем расправы выступил старший сержант Сэмми Коупленд. Однако в расстреле участвовал и сам Георгиу. Очевидцам запомнилась его фраза: «Здесь закон — пуля». Приказ Каллэна об убийстве дезертиров исполнял также британец Эндрю Маккензи, бывший военнослужащий-парашютист, к тому времени сделавшийся правой рукой командира.

### Последний удар
Акция устрашения возымела действие. Под страхом новой расправы наёмники выполнили приказ Каллэна и 2 февраля 1976 вновь атаковали правительственные силы под Кибоколо. Они нанесли противнику определённый урон, но результатом стал полный разгром отряда. Георгиу это не обеспокоило, поскольку он — отчасти утратив связь с реальностью — ожидал, что Бэнкс не только восстановит численность, но и доведёт её как минимум до батальона.
Расстрел дезертиров и побоище 2 февраля вызвали недовольство Холдена Роберто. Лидер ФНЛА лично прибыл в город Санту-Антониу-ду-Заири (из последних, остававшихся под контролем ФНЛА к февралю 1976) и провёл заседание трибунала. Обвинение было предъявлено Чарли Христодуло и Сэмми Коупленду. Христодуло был оправдан, Коупленд приговорён к смерти и застрелен Майклом Уайнхаузом. Георгиу продолжал скрываться с последними надёжными бойцами.

### Плен
Правительственные и кубинские подразделения военной безопасности вели розыск Георгиу-Каллэна. Кольцо постепенно смыкалось. 9 февраля розыскная группа получила информацию о его местопребывании близ деревни Соба Нанга. Батальон правительственных войск при кубинской поддержке получил приказ атаковать наёмников. Вечером завязался упорный бой. Огнём 75-мм пушки был уничтожен транспорт наёмников — Land Rover Defender. Георгиу был ранен, но сумел отстреляться и вновь уйти от преследования под прикрытием плотной стены дождя.
На следующее утро Георгиу был обнаружен кубинским патрулём, но застрелил двоих и скрылся. Из-за ранения он не смог уйти далеко и с несколькими другими наёмниками попытался укрыться в одном из деревенских домов. 13 февраля 1976 он был наконец обнаружен превосходящими правительственными силами и захвачен в плен.
По другим данным, пленение «полковника Каллэна» состоялось 6 февраля 1976. Однако дату 13 февраля называет непосредственный участник операции по захвату Костаса Георгиу. В любом случае, участие Георгиу в ангольской гражданской войне продолжалось лишь около полутора месяцев — однако явилось заметным её эпизодом.

## На суде
11 июня 1976 года наёмники во главе с Костасом Георгиу — всего 13 граждан Великобритании и США (в том числе все члены «Killer Group») — предстали перед судом в Луанде. Георгиу был обвинён в наёмничестве, вооружённой борьбе против ангольского правительства, убийствах дезертиров из своего отряда, а также двух ангольцев и в применении пыток для получения информации. Главным обвинением являлось убийство наёмников-дезертиров в Макела-ду-Зомбу. За это Георгиу официально разыскивался также Скотланд-Ярдом.
На процессе Георгиу заявил о своей аполитичности. Участие в ангольской войне объяснял исключительно своей военной профессией. По его словам, за более высокую плату он перешёл бы на сторону МПЛА. Настроение у него часто менялось от депрессивной закрытости до активных претензий к суду. Большую часть времени Георгиу держался твёрдо и последовательно. В то же время его выступления отличались путанностью и многословием. Некоторые наблюдатели высказывали сомнения в его психической адекватности.
Он не высказывал антикоммунистических взглядов — как Дэниэл Герхарт. Но он и не выражал раскаяния, не восхищался «народной республикой», против которой только что воевал, не обличал «чудовищность капитализма» — как Густаво Грильо. Однако в разговоре с кубинским журналистом Георгиу отметил, что МПЛА, по его впечатлению, больше заботилось о единстве своих рядов и о поддержке населения, нежели ФНЛА. Он высказался в том плане, что для гражданской войны нужнее опора в своей стране, нежели иностранная помощь.
Других подсудимых Георгиу по-прежнему считал своими подчинёнными. Иногда он заставлял их умолкать одним брошенным взглядом. Без всяких сожалений Георгиу полностью признавал тяжкие обвинения в свой адрес и брал на себя ответственность за действия подчинённых. Никаких эмоций он не проявлял. Георгиу-Каллэн был единственным из подсудимых, кто в последнем слове не раскаивался и не просил о снисхождении.

Он был высокомерен до самого конца.

Такая позиция вызывала недовольство ангольских властей. В обвинительном заключении «полковник Каллэн» характеризовался как человек «фашистского менталитета». Были предприняты попытки добиться от Георгиу хотя бы формального раскаяния и просьбы смягчить наказание (как поступали другие подсудимые — всячески выгораживавшие себя и ссылавшиеся на страх перед Каллэном). В Луанду прибыла Панайота Георгиу, сестра Костаса, через которую на него тоже пытались воздействовать. Наконец, в камеру к Георгиу был занесён для устрашения труп одного из погибших наёмников. Однако «полковник Каллэн» начисто игнорировал все формы психологического давления.

## Казнь
Возможно, Георгиу полагал, что демонстративная «аполитичность» сохранит ему жизнь, хотя это изначально признавалось маловероятным. Так или иначе, он был приговорён к смертной казни. Вердикт был оглашён 28 июня 1976. Перед приведением приговора в исполнение Костаса вновь посетила сестра Панайота. Последние слова Костаса Георгиу были обращены к сестре: «Они не должны видеть твоих слёз, помни, что ты гречанка… Я не боюсь, тебе ли это не знать».
10 июля 1976 года Костас Георгиу, Эндрю Маккензи, Дэниэл Фрэнсис Герхарт и Джон Дерек Баркер были расстреляны спецкомандой военной полиции МПЛА (девять других обвиняемых получили длительные сроки, однако освободились в 1982—1984 годах).
После оглашения приговора вербовщик Джон Бэнкс заявил, что не испытывает жалости к казнённым, поскольку «солдаты знали, на что идут».
Похоронен Костас Георгиу в Великобритании по греческому православному обряду. Панайота Георгиу вышла замуж за ангольского стрелка, участвовавшего в расстреле её брата.